# Франо Кулишић
Франо Кулишић (Дубровник, 4. децембар 1884 — Волфсег, 18. октобар 1915) био је српски источар књижевности, секретар Матице српске у Дубровнику, потстароста дубровачког Српског Сокола „Душан Силни” и члан Дубровачког србокатоличког покрета.

## Биографија
Рођен је 1884. године у Дубровнику, а завршио је Дубровачку гимназију 1903. године, студирао славистику у Бечу 1909. године и написао тезу „Џиво Бунић Вучићевић : Књижевноисторијски прилог лирској поезији 17. века”, која је објављена у Дубровнику.
Кулишић је био први чувар спомен-збирке Балтазара Богишића 1909. године. Током студија водио је библиотеку Ватрослава Јагића. Био је секретар Матице српске у Дубровнику од 1913. до 1914. године.
Године 1913. био је домаћин прославе Светог Влаха, заштитника града Дубровника, једног од ретких Срба католика који је на прелазу векова изабран за ту част.
Кулишић је био активиста Дубровачког радничког друштва и потпредседник Српског гимнастичког друштва „Душан Силни“. Ухапшен је као члан југословенске националистичке омладине у јулу 1914. и интерниран у Волфсег у Аустрији где је умро од упале плућа. Сарађивао је са књижевним критичарима, радио на филолошким и историјским приказима, чланцима о дубровачким песницима и позоришту, правио белешке о обичајима и историјским догађајима у дубровачком крају у часописима и новинама Хрватска (1900), Срђ (1904–07), Дубровник (1905–10). , 1914), Српски књижевни гласник (Београд 1906–07, 1913–14), Црвена Хрватска (1908), Наше јединство (1908), Смотра далматинска (1909) и Босанска вила (1910).
Тек 5. новембра 1937. године његови посмртни остаци су враћени у домовину и поново сахрањени у његовом родном Дубровнику.